# Wasserschloss Hehlen

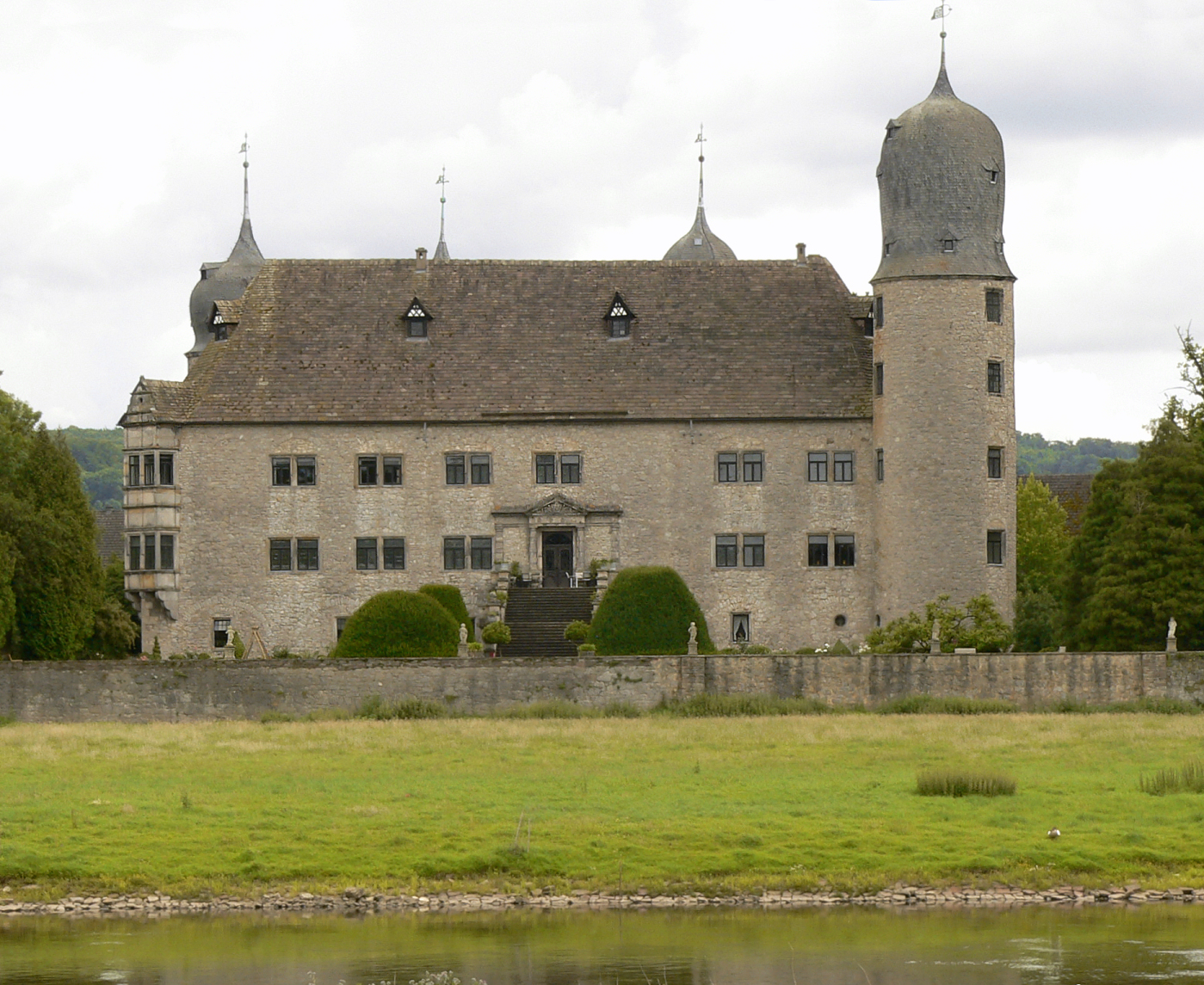
Wasserschloss Hehlen, im Vordergrund die Weser, 2017

Das Wasserschloss Hehlen in Hehlen im Landkreis Holzminden ist ein für Repräsentationszwecke erbautes Wasserschloss, das als eines der frühesten Schlösser im Stil der Weserrenaissance gilt. Das Schloss wurde von 1579 bis 1584 vom Obristen Fritz von der Schulenburg und seiner Ehefrau Ilse von Saldern erbaut. Es stand bis 1956 im Besitz derer von der Schulenburg. 1958 erwarb es Walter Koch, der Inhaber des hannoverschen Unternehmens Machwitz Kaffee, dessen Familie es heute noch besitzt.

## Lage und Beschreibung
Das Schloss liegt am nordöstlichen Rand von Hehlen unmittelbar an der Weser in Höhe der Einmündung des Bachs Weißenwasser. Es handelt sich um eine quadratische Vierflügelanlage mit geschlossenem Innenhof. Der dreistöckige Bau ist aus Kalkbruchstein errichtet worden, dessen Fassade ursprünglich Verputz aufwies. Heute zeigen sich die Außenflächen als unverputztes Bruchsteinmauerwerk. Bauprägend sind die regelmäßig gereihten und gekuppelten Fenster, breite Schleppluken im Dach sowie kleine Dachgauben. Die hohen Walmdächer sind mit Sollingplatten eingedeckt. An der Fassade finden sich noch mehrere Aborterker. Im Schlosshof sind über zwei Rundbogenportalen ein Doppelportrait des Bauherrenehepaares und deren Allianzwappen angebracht, im Osten des Hofes befindet sich ein Epitaph des Bauherren.
An der Schlossaußenseite stehen in der Südost- und Nordwestecke zwei Rundtürme mit welscher Dachhaube. Innen im Schlosshof stehen an denselben Ecken zwei polygonale Treppentürme. Das Schloss ist von einem Wassergraben umgeben. Den Zugang zum Schlossinnenhof ermöglicht eine Brücke über den Wassergraben im Südwesten. Im Nordwesten gibt es am Schloss eine Ende des 19. Jahrhunderts entstandene Freitreppe, die über den Wassergraben zu den Uferwiesen der Weser führt. Ursprünglich ermöglichte eine steinerne Brücke an der Westseite den Zugang zum Schloss. 
Auf dem weitläufigen Schlossgelände befindet sich im Osten der Schlosspark. Südlich und westlich des Schlosses liegt der Wirtschaftsbereich des früheren Gutshofes mit steinernen Wirtschaftsgebäuden, darunter eine massive Scheune von 1564. In einem renovierten Wirtschaftsgebäude von 1898 befindet sich ein Restaurant-Café. 

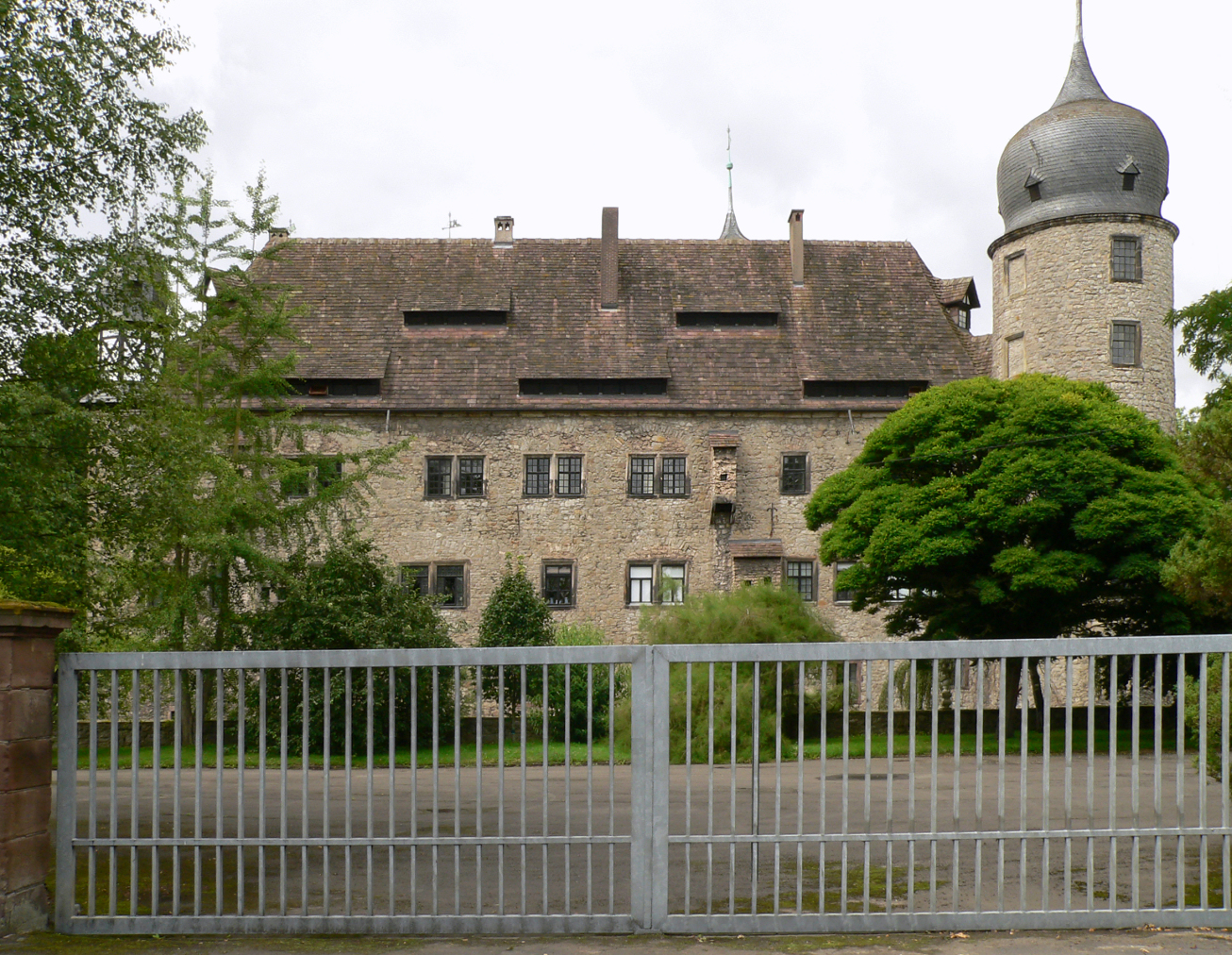
Straßenseite
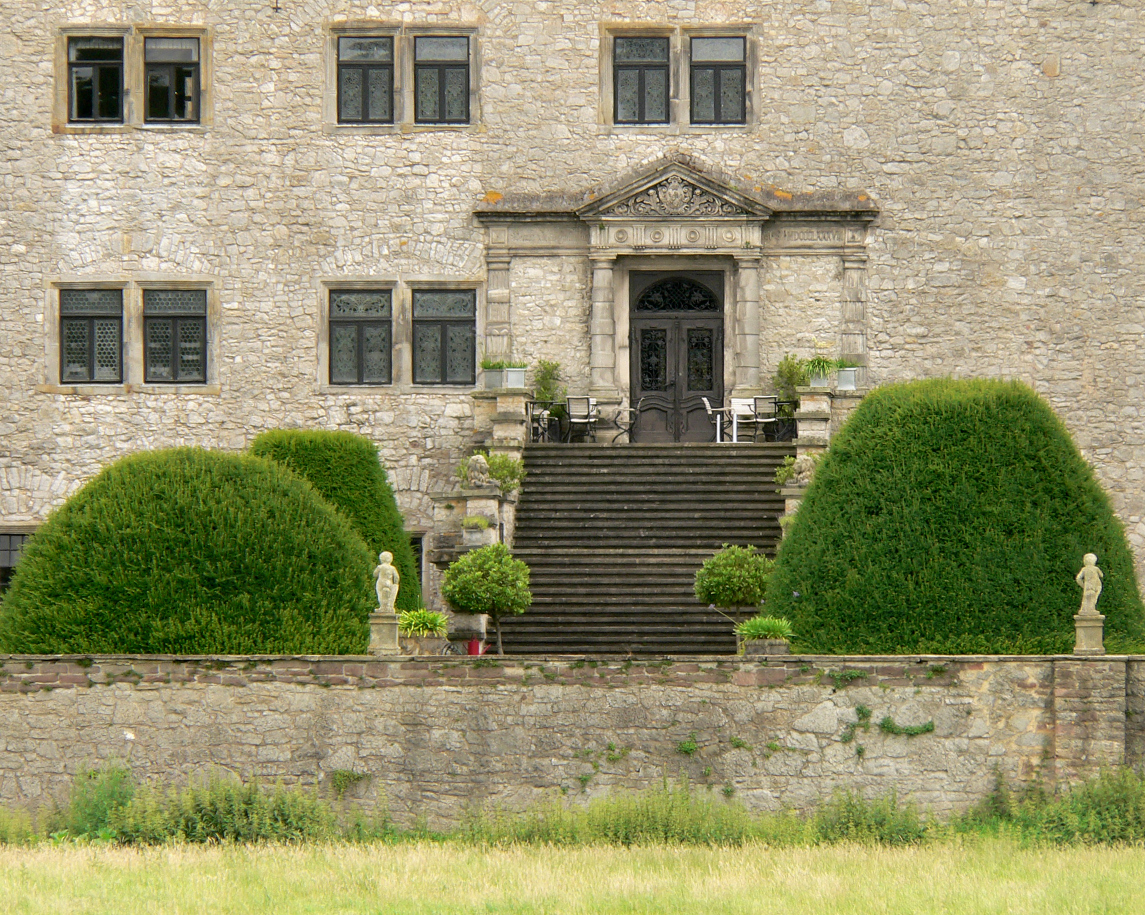
Freitreppe zur Weser
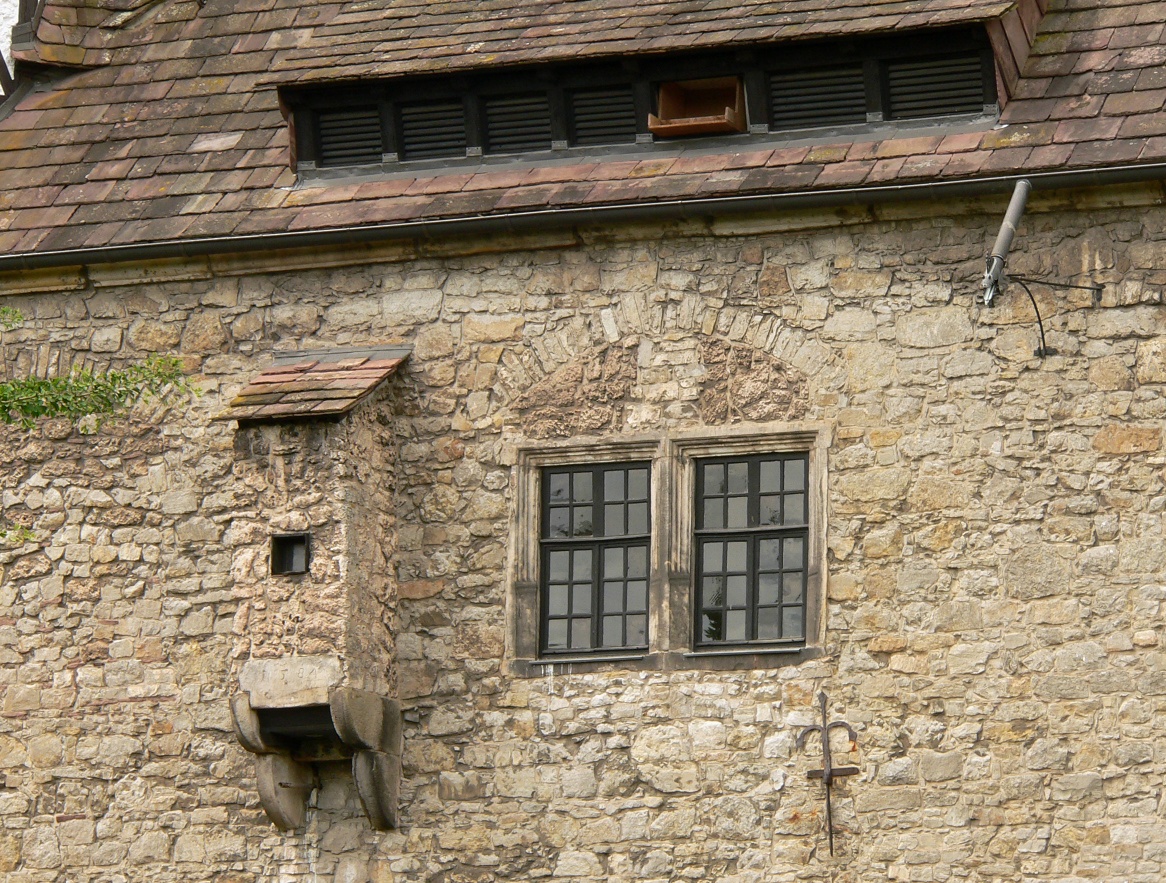
Fassade mit überkuppelten Fenstern und Aborterker, im Dach sind Schleppluken
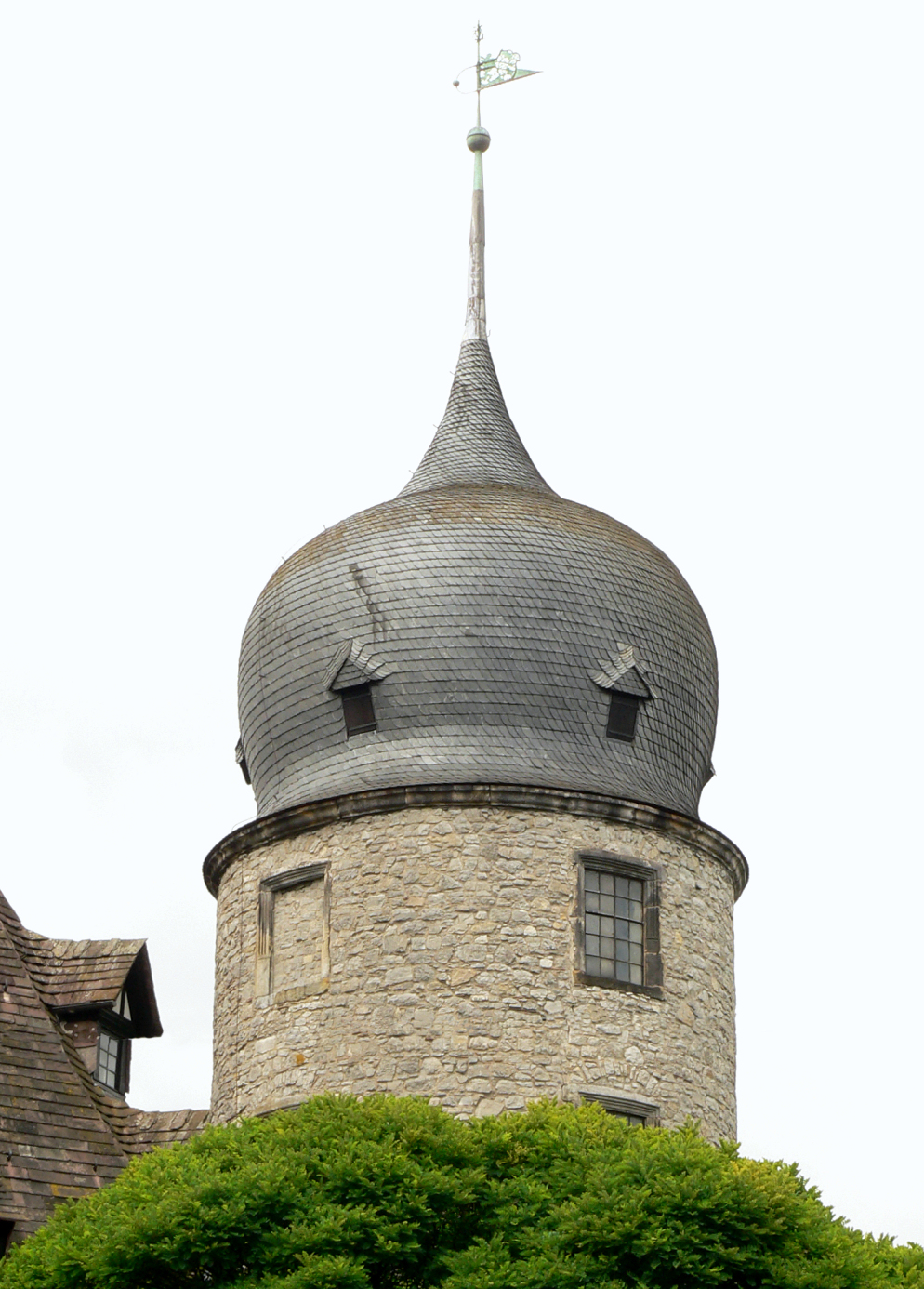
Welsche Dachhaube

## Geschichte

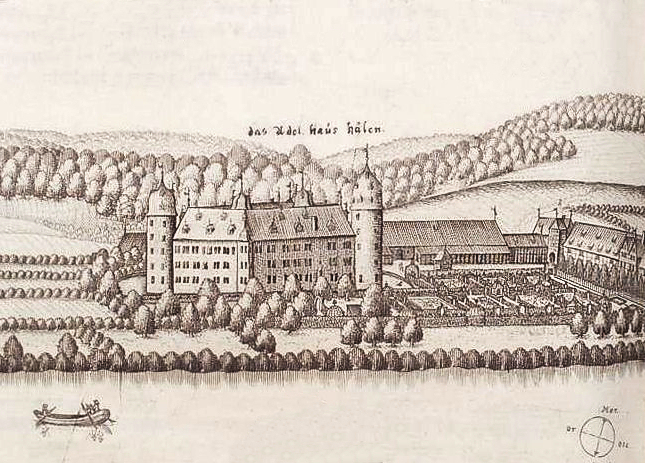
Wasserschloss Hehlen als Merian-Stich um 1640, im Vordergrund die Weser

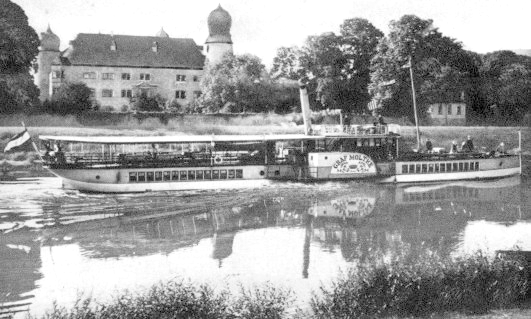
Das Schloss um 1910, davor der Raddampfer Graf Moltke (ehemals Loschwitz)

Das im 9. Jahrhundert erstmals urkundlich erwähnte Dorf Hehlen gehörte zum Besitz der Edelherren von Homburg, die es von den Braunschweiger Herzögen zum Lehen erhalten hatten. Nach dem Erlöschen des Geschlechts der Homburger im Jahre 1409 ging das Lehen an die Herren von Frenke über; nach deren Erlöschen 1558 vergab es Herzog Heinrich der Jüngere zu Braunschweig-Lüneburg neu. Der Herzog belehnte den Söldnerführer Fritz von der Schulenburg mit dem Dorf Hehlen und stand ihm das Befestigungsrecht zu, das den Bau eines Adelssitzes zuließ. Fritz von der Schulenburg (1517/1518–1589) bewohnte ein anderes Schloss und überließ den Bau von Schloss Hehlen seiner getrennt lebenden Ehefrau Ilse von Saldern (1539–1607).
In den Jahren von 1886 bis 1888 kam es zu baulichen Veränderungen durch den Einbau eines Treppenhauses sowie die Umgestaltung des Rittersaals und den Bau einer Freitreppe zur Weser hin.
Im Jahr 1956 verkaufte Johann-Heinrich Graf von der Schulenburg (1916–1974) das Schloss an die Hannoversche Siedlungsgesellschaft. Die Ausstattung gelangte auf den freien Antiquitätenmarkt, ein Teil der Bilder in das Landesmuseum Hannover, die Büchersammlung in die Herzog August Bibliothek Wolfenbüttel. 1958 erwarb es der Besitzer von Machwitz Kaffee und gebürtige Hehlener Walter Koch (1911–1998), der es einschließlich des Parks sanieren ließ. Seiner Familie gehört es noch heute. In einem der Wirtschaftsgebäude wird ein Café betrieben.

### Grafen von der Schulenburg als Schlossbesitzer
- Fritz VIII. (1517/1518–1589) und Ilse von Saldern (1539–1607)
- Christoph V. (1513–1580) und Anna von  Estorff (ca. 1537–1578)
- Albrecht VI. (1557–1607) und Oleke Gräfin von Saldern (verst. 1622)
- Achaz III. (1602–1661) und Dorothea Elisabeth von Bülow (1618–1647)
- Friedrich Achaz Freiherr von der Schulenburg (1647–1701) und Margarete Gertrud von der Schulenburg (1659–1697)
- Christian Günther (1684–1765) und Hedwig Ernestine von Steinberg (1692–1750)
- Georg Ludwig I. (1719–1774) und Sophie Friederike Charlotte Gräfin von der Schulenburg (1725–1772)
- Werner Christian Adolf (1755–1816) und Sara Dorothea Luise von Gerstein-Hohenstein (1779–1851)
- Achaz Ludwig Leopold (1807–1880) und Bertha Freiin von Hodenberg (1817–1847)
- Werner Karl Friedrich Achaz (1847–1931) und  Julie von Arnim (1849–1886)
- Ernst-August Werner Achaz Alexander (1886–1945) und Freda Katharina von Schenck (1890–1946)
- Johann-Heinrich Dedo Carlotto Bruno-Ferdinand Antonius Mariano (1916–1974) und Inge Guht (geb. 1920)